# Пенрин
Пе́нрин (англ. Penrhyn) — атолл в Тихом океане, самый северный в составе островов Кука, в 1365 км к северо-северо-востоку от Раротонги. Второе название — Тонгарева (англ. Tongareva). Известен также под названиями Мангаронгаро, Фараранга и Те Питака (англ. Mangarongaro, Fararanga, Te Pitaka).

## Название
Полинезийцы чаще всего называют атолл Пенрин Тонгарева, что в переводе означает «к югу от пустого пространства». Такое название объясняется изолированностью острова и значительной его удалённостью от соседних островов. Фараранга (иногда передаётся как Рароранга) — более позднее полинезийское название острова, в переводе означающее, видимо, «земля». Современное название остров получил в честь судна «Леди Пенрин» (англ. Lady Penhryn), которое под командованием капитана Уильяма Кроптона Севера останавливалось на острове 8 августа 1778 года. Значительно реже употребляются названия Те Питака («круг», по форме атолла) и Мангаронгаро (употребляется современными маори — по названию наибольшего моту атолла).

## География

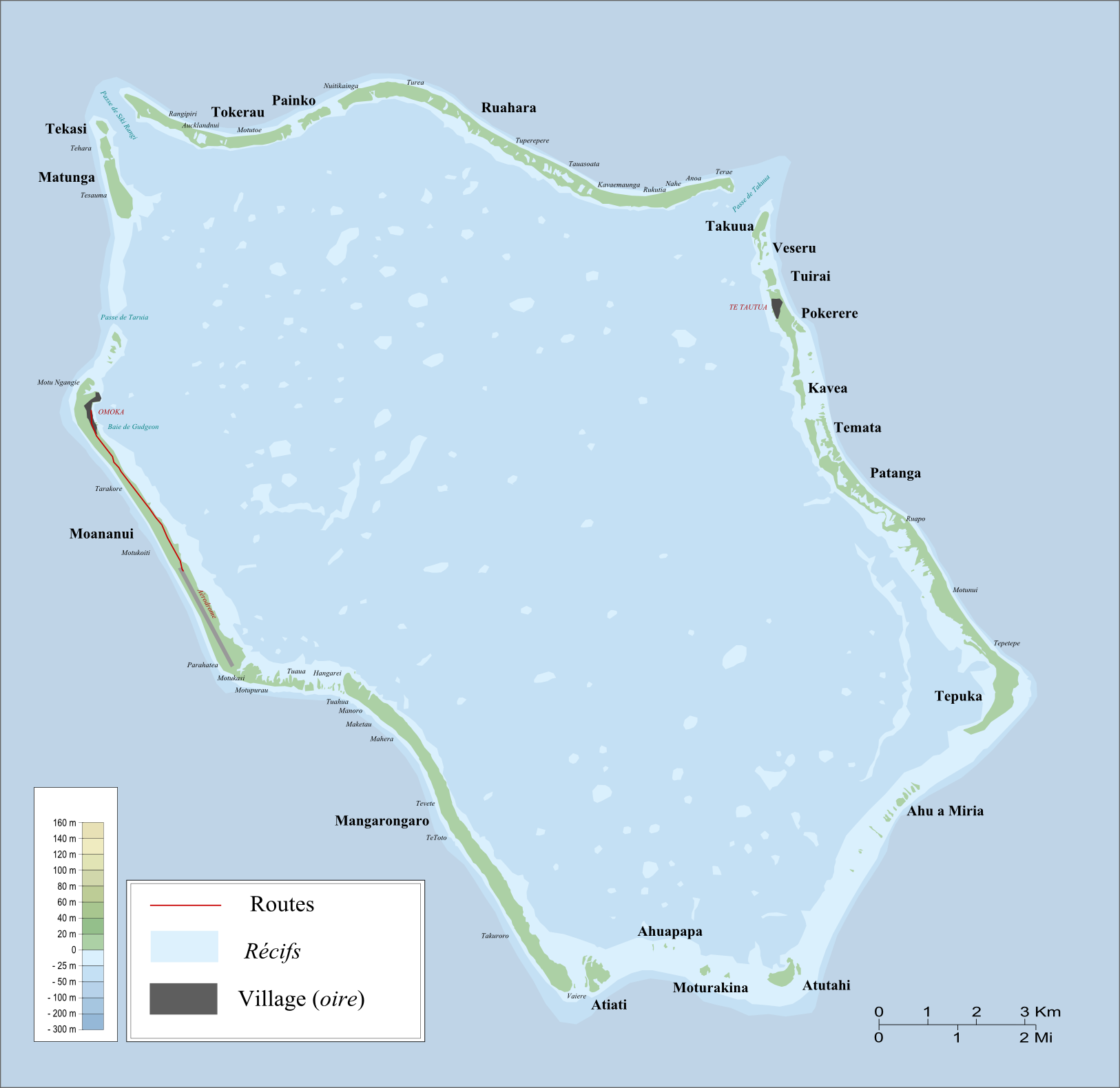
Карта острова Пенрин.

Пенрин расположен в южной части Тихого океана. Ближайшим островом является Ракаханга, расположенный в 350 км на юго-запад. До острова Восток, расположенного в южной части группы Лайн, 610 км на юго-восток. Атолл расположен на вершине высочайшего из островов Кука подводного вулкана, высотой 4876 м над дном океана. Атолл представляет собой эллипс с максимальной шириной около 11,2 км и длиной около 24,1 км. Длина рифа составляет 77 км, площадь лагуны — 233 км² (на площади в 62 км² встречаются жемчужные раковины). Атолл состоит из 53 небольших островков (моту), общая площадь которых составляет 9,8 км². Лагуна соединяется с океаном тремя проходами: Такууа на северо-востоке атолла, Сики Ранги на северо-западе и Таруиа на востоке. Наибольшая высота острова составляет всего 4 м над уровнем моря. В лагуне водятся чернохвостые акулы. На острове преобладает тропический климат, среднегодовое количество осадков составляет 2500мм в год, сезон циклонов с ноября по апрель.

## История
Впервые европейцы увидели остров 8 августа 1778 года, во время рейса судна «Леди Пенрин» из Китая на Таити. 30 апреля 1815 года на судне «Рюрик» на острове побывал Отто Коцебу. В дальнейшем острова посетили корабли нескольких исследовательских экспедиций. В 1853 на моту Магаронгаро потерпел крушение бриг «Чатем» (англ. Chatham, весь экипаж спасся и был гостеприимно принят островитянами, а позднее забран китобойным судном. В этом же году на острова прибыли христианские миссионеры с Раротонги (из Лондонского миссионерского общества).
В 1864 году атолл обезлюдел. По сообщениям, перуанскими работорговцами с острова была вывезено около 1000 человек (по другим данным — 410 человек из общего количества в 500 жителей), которым была обещана работа и хороший заработок. Вернуться удалось лишь немногим.
В 1888 году над атоллом в составе Островов Кука был установлен Британский протекторат. 10 июня 1901 года управление островами было передано Новой Зеландии.
С 8 ноября 1942 года по 20 сентября 1946 года на острове находилось около 1000 американских солдат. Здесь они построили взлетно-посадочную полосу длиной около 3 км на случай военных действий в этой части Тихого океана. Аэродром используется в мирных целях до сих пор.

## Население
По переписи 2011 года население атолла составляет 213 человек, которые проживают в двух деревнях: Омока (на моту Моанануи в западной части атолла) и Те-Таутуа (на моту Покерере в восточной части атолла). Деревня Омока является главной деревней атолла. Здесь расположена администрация острова, сюда прибывают морские суда и здесь находится аэропорт. В Омоке живёт 163 человека. Те Таутуа значительно меньше — в ней живёт 50 островитянин. Уровень рождаемости на острове является самым высоким из островов Кука.
Местное население говорит на языке тонгарева.
Этот атолл единственный, на котором нет вождя и знатных островитян. Это связано с тем, что перуанские рабовладельцы вывезли большую часть населения для работ в шахтах Перу.

## Транспорт
Рейсы на Пенрин совершаются с Раротонги приблизительно раз в неделю (перелёт занимает 4 часа).

## Известные уроженцы и жители
- Танагароа, Танагароа (1921—2009) — представитель королевы Великобритании на Островах Кука (1984—1990)